# Єнні Вартіайнен
Єнні Марі Вартіайнен (фін. Jenni Mari Vartiainen; нар. 20 березня 1983, Куопіо) — фінська співачка та автор пісень. Стала відомою у 2002 році після перемоги на фінському шоу Popstars, на якому виступала у складі створеної для цього шоу групи «Gimmel»; наразі вона є однією з найуспішніших виконавиць Фінляндії.
У 2017 році Єнні Вартіайнен була глашатаєм від Фінляндії на пісенному конкурсі Євробачення, що проходив того року у Києві.

## Ранні роки
Єнні Марі Вартіайнен народилася 20 березня 1983 року у фінському місті Куопіо. У віці 6 років вона почала займатися класичним фортепіано; також у віці 9 років вона почала грати на флейті. У старших класах школи Єнні навчалася у музичному класі. До початку співочої карʼєри вона також відвідувала Музичний ліцей Куопіо.
Окрім музики, у юнацькі роки Єнні професійно займалася фігурним катанням на рівні чемпіонів країни. Проте влітку 1999 року вона отримала травму спини, через що була змушена припинити спортивну карʼєру.
Навесні 2002 року Вартіайнен закінчила музичний ліцей та переїхала до Гельсінкі. Вона мала намір емігрувати за кордони, але залишилася, коли почався кастинг на фінський сезон новозеландського шоу Popstars.

## Карʼєра

### У складі групи «Gimmel» (2002–2004)
Навесні 2002 року у Фінляндії проводився конкурс на кшталт шоу Popstars, у ході якого проводився відбір учасників для запланованого форматом музичного гурту. У кастингу взяли участь 454 дівчат, з яких журі обрало лише 25, а вже із них потім обирали учасниць для остаточного варіанту гурту. Єнні Вартіайнен була однією з учасниць гурту, який спочатку складався із чотирьох учасниць, та отримав назву «Gimmel». Гурт долучився до шоу восени того ж року і у жовтні виграв у ньому. Невдовзі одна з учасниць, Йонна Пірінен, покинула гурт, який після цього лишився у форматі тріо.
За два роки свого існування гурт «Gimmel» випустив три студійні альбоми, продав більше 160 000 записів та отримав три престижні фінські музичні нагороди «Emma Gaala». Він розпався у жовтні 2004 року, і після останнього його концерту Вартіайнен оголосила про намір почати сольну карʼєру.
Окрім зайнятості у групі, Вартіайнен також вивчала психологію у відкритому університеті.

### Початок сольної карʼєри та альбом «Ihmisten edessä» (2007–2009)

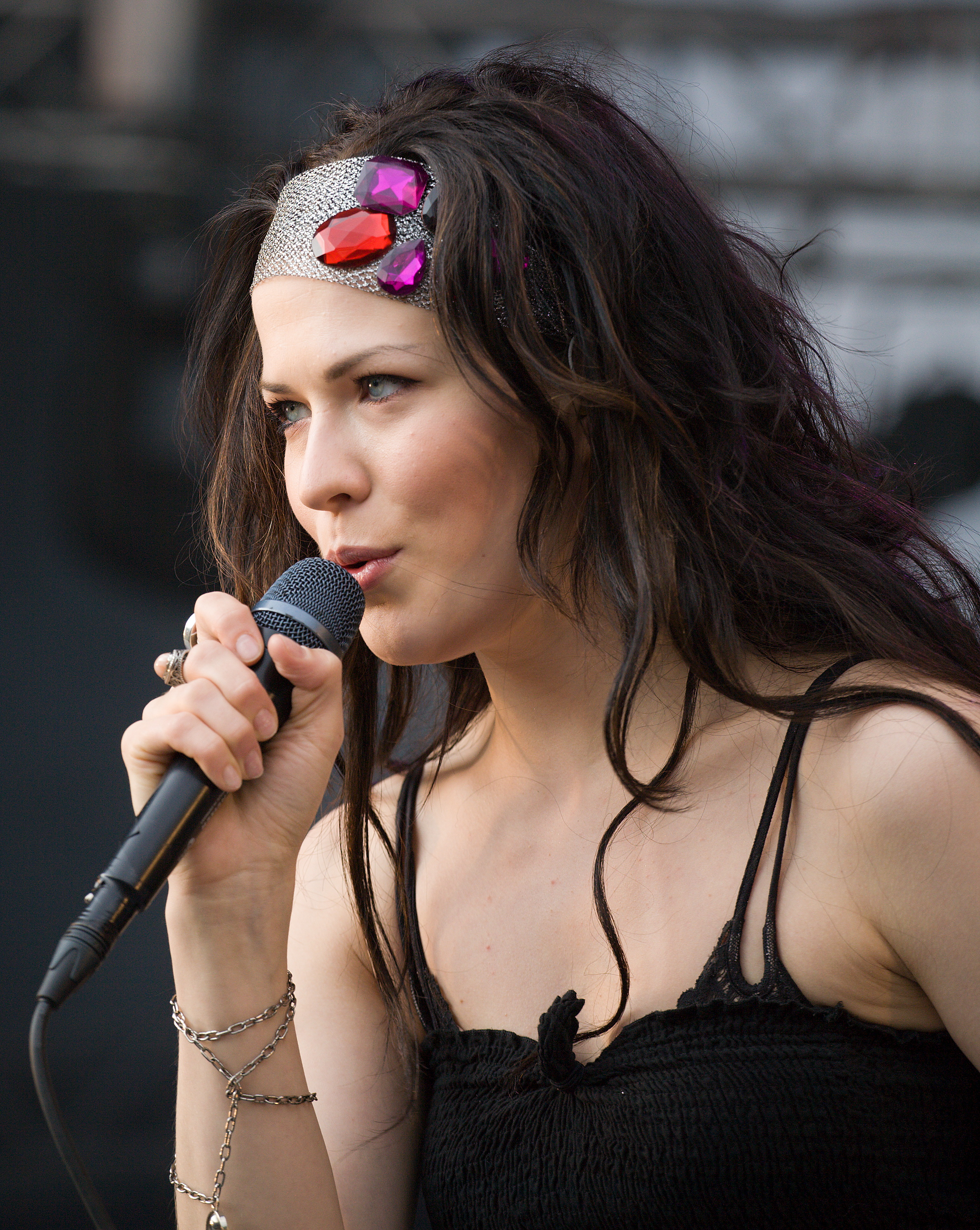
Єнні Вартіайнен у 2008 році

У 2005 році Єнні Вартіайнен підписала контракт із лейблом Warner Music Finland. Робота над її дебютним альбомом разом із продюсером Юккою Іммоненом тривала так довго, що у співачки майже скінчилися кошти, через що вона мала працювати в одній із фірм, де обробляла скарги клієнтів.
У квітні 2007 року Вартіайнен видала свій перший сингл «Tunnoton». У вересні того ж року вийшов її другий сингл під назвою «Ihmisten edessä», за який співачка у 2008 році здобула премію Emma як за найкращу пісню року. Цей сингл також став золотим у 2008 році та було продано більше 14 000 його копій. 
За кілька тижнів після виходу синглу було видано однойменний дебютний альбом співачки, який посідав максимум восьме місце у головному чарті Фінляндії Suomen virallinen lista. У 2008 році було продано більше 51 000 його копій і таким чином цей альбом став платиновим; одразу після його випуску почалося і перше сольне турне Вартіайнен. Згодом альбом «Ihmisten edessä» став двічі платиновим, тобто було продано більше 60 000 його копій; також у 2008 році він отримав премію Emma як кращий дебютний альбом року та був номінований на ту саму премію як поп-альбом року.

### Альбом «Seili» (2010–2012)

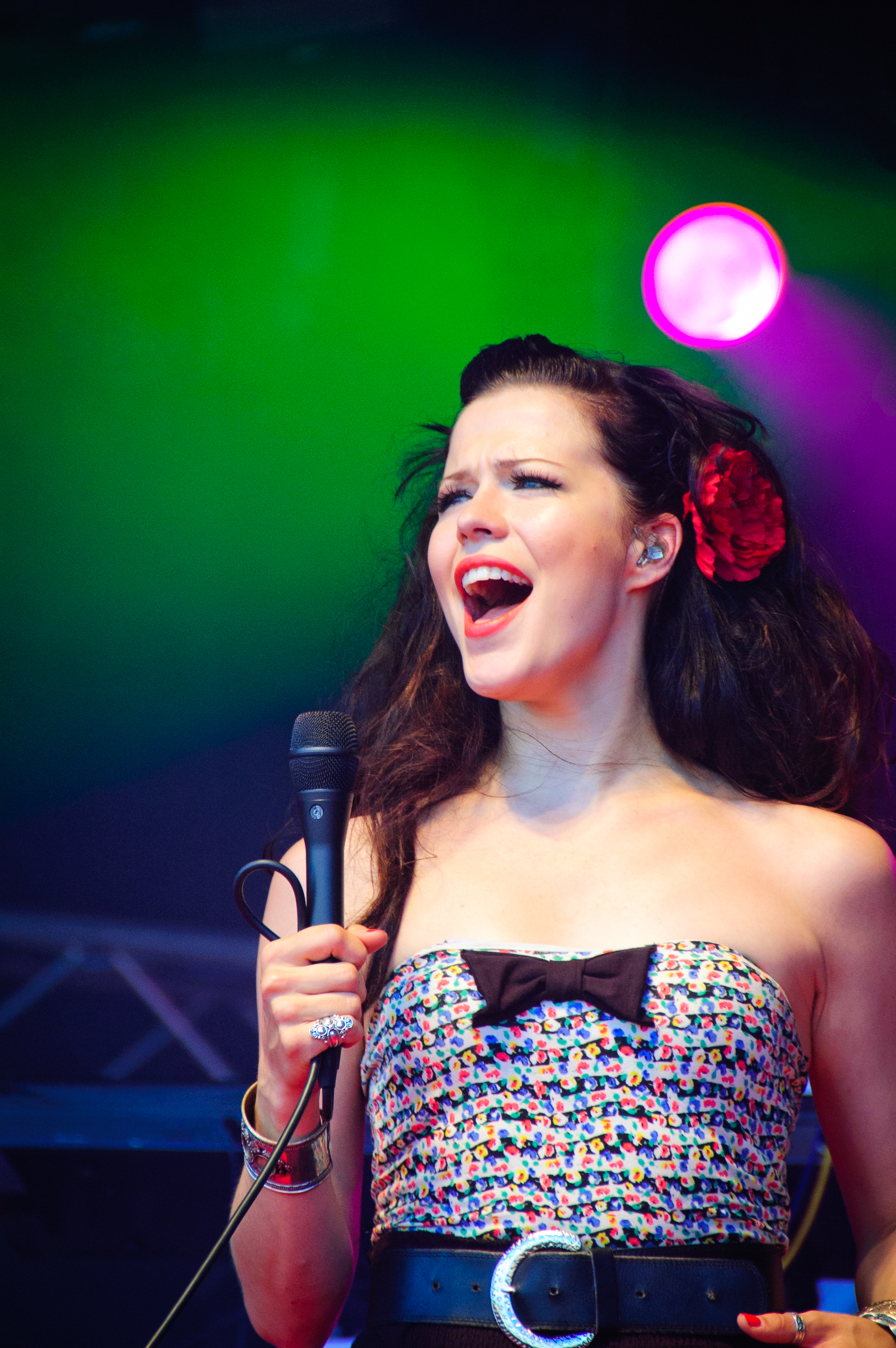
Єнні Вартіайнен на фестивалі Ilosaarirock у 2010 році

1 лютого 2010 року вийшов новий сингл співачки «En haluu kuolla tänä yönä», який дебютував у топі синглів Фінляндії та згодом став золотим; 31 березня того ж року вийшов другий альбом Єнні Вартіайнен «Seili», слова до пісень у якому, окрім самої Єнні, написали співачки Паула Весала і Маріска, а також співак Теему Бруніла. У тому ж році було видано три інші сингли: «Nettiin» у липні, «Missä muruseni on» у серпні та «Duran Duran» у грудні. Сингл «Missä muruseni on» також став золотим. Продажі альбому «Seili», що входив до списку 20 найбільш продаваних альбомів Фінляндії, досягли мультиплатинової позначки — більше 147 000 копій. У 2011 році Єнні Вартіайнен виграла сім премій Emma: у категоріях «Співачка року», «Кращий live-виконавець року», «Альбом року», «Найбільш продаваний альбом року» та «Поп/Рок альбом року» (всі три за альбом «Seili»), а також у категорії «Пісня року» («En haluu kuolla tänä yönä») та «Музичне відео року» («Missä muruseni on»).
Завершальний концерт турне на підтримку альбому «Seili» відбувся 28 серпня 2011 року у Фінському національному театрі; він також транслювався наживо у кінотеатрах Finnkino у низці громад країни, що відбувалося вперше в історії національного театру країни.
У травні 2011 року Вартіайнен оголосила про паузу у творчій карʼєрі після закінчення літніх концертів для відпочинку та підготовки до роботи над новим альбомом.
Наприкінці січня 2012 року співачка мала провести виступ у рамках президентської кампанії представника Зеленого союзу Пекки Гаавісто, але була змушена скасувати його через проблеми зі здоровʼям.
У травні 2013 року Єнні Вартіайнен закінчила університет прикладних наук за спеціальністю викладача співів.

### Альбом «Terra» (2013–2015)
Третій студійний альбом Єнні Вартіайнен «Terra» вийшов 4 жовтня 2013 року. За кілька місяців до того, 16 серпня 2013 року, вийшов перший сингл із альбому під назвою «Junat ja naiset». У жовтні 2013 року вийшов другий сингл із альбому, «Selvästi päihtynyt», а у січні 2014 року ― третій сингл «Suru on kunniavieras». За словами самої співачки, цей альбом утворив трилогію, до якої увійшли два її попередні альбоми.
За два дні початковий альбом «Terra» став мультиплатиновим ― було продано більше 50 000 його копій. Через це було випущено нову платівку, до якої увійшли три нові сингли та акустичні версії трьох пісень, що містилися в оригінальній версії альбому.

### Після 2017 року
Після творчої паузи, що тривала кілька років, Єнні Вартіайнен випустила новий сингл «Turvasana» 18 січня 2017 року; у травні того ж року вона відновила концертну діяльність. 5 липня 2017 року Вартіайнен випустила сингл «Se oikea».
1 лютого 2018 співачка випустила сингл «Väärään suuntaan», слова до якого написала сама, а музику ― спільно із Юккою Іммоненом. Сама Єнні згодом казала, що ця пісня була найбільш відвертою та особистою з тих, які вона коли-небудь писала. 8 червня 2018 року  вийшов її сингл «Voulez-vous».
7 вересня 2018 року вийшов четвертий альбом Єнні Вартіайнен під назвою «Monologi».
Восени 2022 року Єнні Вартіайнен провела гастрольний тур спільно із фінськими співачками Кайєю Коо, Паулою Весалою та Елліноорою.

## Обрана дискографія
- «Ihmisten edessä» (2007)
- «Seili» (2010)
- «Terra» (2013)
- «Monologi» (2018)

## Нагороди

### Emma Awards
| Рік  | Номіновано                  | Нагорода                    | Результат |
| ---- | --------------------------- | --------------------------- | --------- |
| 2008 | «Ihmisten edessä» (альбом)  | Кращий дебютний альбом року | Перемога  |
| 2008 | «Ihmisten edessä» (альбом)  | Кращий поп-альбом року      | Номінація |
| 2008 | «Ihmisten edessä» (сингл)   | Краща пісня року            | Перемога  |
| 2011 | Єнні Вартіайнен             | Краща співачка року         | Перемога  |
| 2011 | Єнні Вартіайнен             | Кращий live-виконавець року | Перемога  |
| 2011 | «Seili»                     | Кращий альбом року          | Перемога  |
| 2011 | «Seili»                     | Кращий поп-/рок-альбом року | Перемога  |
| 2011 | «Seili»                     | Альбом-бестселер року       | Перемога  |
| 2011 | «En haluu kuolla tänä yönä» | Краща пісня року]           | Перемога  |
| 2011 | «Missä muruseni on»         | Краще музичне відео року    | Перемога  |
| 2013 | Єнні Вартіайнен             | Краща співачка року         | Номінація |
| 2013 | «Terra»                     | Кращий альбом року          | Номінація |
| 2013 | «Terra»                     | Кращий поп-альбом року      | Номінація |

## Особисте життя
У 2008 року стало відомо, що Єнні Вартіайнен придбала квартиру у районі Лааясало в Гельсінкі.
Попри те, що співачка веде закритий спосіб життя, у 2009 році вона підтвердила інформацію про те, що перебуває у цивільному шлюбі із фінським продюсером Юккою Іммоненом. Пара була одружена, проте розлучилася у вересні 2014 року.
Єнні Вартіайнен має двох дітей, що народилися у жовтні 2019 року та січні 2022 року відповідно.
У 2019 році співачка переїхала до Нью-Йорка.